# ヤコブ・アドルフ・ヘッグ
ヤーコブ・アードルフ・ヘッグ（Jacob Adolf Hägg, 1850年6月29日 エステルガルン – 1928年3月1日 ビュローケル）はスウェーデンの作曲家。精神病のために1880年から1895年まで入院する。その後はヘードヴィクスフォシュにてピアニストや作曲家として活動し、1900年から1909年までノルウェーに移ってからも演奏・創作活動に勤しんだ。後にスウェーデンに帰国し、フーディクスヴァルに永住した。
4つの交響曲など管弦楽曲のほかに、合唱曲や室内楽曲を遺しており、とりわけ、ピアノ曲集《小さな北国の無言歌》やチェロ曲、オルガン曲が知られている。